# Языки в Интернете
Вопрос о популярности тех или иных языков в современном Интернете остаётся дискуссионным и часто зависит от заданных параметров. Статистический подсчёт осложняется также растущим многоязычием сайтов и даже страниц. Данная статья освещает распространение языков в сети Интернет, их процентное соотношение по веб-сайтам, по пользователям — носителям языков, и т. п. Поскольку компьютерная сеть, а затем и Интернет в современном его виде появились в США, где самым распространённым языком в масштабах страны, а также единственным официальным на уровне большинства штатов является английский, то первое время именно английский был преобладающим, если не единственным языком Интернет-сайтов, а также большинства пользователей. Однако после выхода на мировую арену доля английского языка на сайтах начала стремительно сокращаться в связи с тем, что в мире имеется несколько языков, число носителей которых либо превышает число англоязычных (испанский, хинди), либо растёт более быстрыми темпами (арабского, турецкого, тайского). Кроме этого, активное использование Интернета на правительственных сайтах всех уровней выводит вперёд языки крупнейших по площади государств мира (Россия, КНР, Бразилия). В пятерку самых популярных языков Интернета в настоящее время входят английский, русский, занимающий 2-е место с 2013 года, японский, немецкий и испанский языки. Примечательно и то, что из самых популярных языков только русский, и, в гораздо меньшей степени, испанский являются одновременно и одними из самых быстрорастущих по числу пользователей-носителей языка, занимая соответственно 2-е и 5-e места, и по скорости прироста сайтов на ниx. Рекордсменом скорости роста сайтов является арабский язык, хотя общая доля сайтов на нём по-прежнему невелика (0,7 %). Далее самые высокие скорости прироста по числу пользователей демонстрируют русский, китайский, португальский и испанский языки.

## Языки веб-сайтов
Чуть более половины веб-сайтов и веб-страниц в Интернете по-прежнему используют английский как основной язык, однако его доля имеет тенденцию к постепенному сокращению за счёт более быстрого роста сегментов Интернета на других языках. По результатам исследования, проведённого W3Techs, доля английского языка с апреля 2011 года по ноябрь 2017 на всех сайтах мира сократилась с 57,6 % до 51,2 %. Другими языками, которые используются хотя бы на 2,0 % сайтов, являются русский, немецкий, японский, испанский, китайский, французский, итальянский, португальский. По данным исследования W3Techs, в марте 2013 русский язык вышел на 2-e место по использованию в Интернете, опередив немецкий язык, и с тех пор продолжает свой постепенный поступательный рост. С марта 2013 года по декабрь 2017 доля русского языка на сайтах Интернета выросла с 5,9 % до 6,8 % (в основном за счёт роста небольших по трафику сайтов на русском). На русском оперируют 89,8 % сайтов домена .ru и 88,7 % домена .su. В 2013 году 79,0 % сайтов Украины, 86,9 % Беларуси, 84,0 % в Казахстане, 79,6 % в Узбекистане, 75,9 % в Киргизии и 81,8 % в Таджикистане также были на русском. Из 1 000 самых посещаемых сайтов мира 2013 года 6 имели преимущественно русское содержание.
Ниже приведена подробная таблица динамики языков, использующихся на веб-сайтах 2011—2019 гг..
| Язык                 | 21.07.2019, % | 1.01.2019, % | 2011 |
| -------------------- | ------------- | ------------ | ---- |
| английский           | 54,0          | 54,0         | 63,7 |
| русский              | 6,1           | 6,0          | 6,8  |
| немецкий             | 5,7           | 6,0          | 2,5  |
| испанский            | 5,0           | 4,9          | 3,6  |
| французский          | 3,9           | 4,0          | 2,5  |
| японский             | 3,5           | 3,4          | 1,9  |
| португальский        | 2,9           | 2,9          | 0,7  |
| итальянский          | 2,4           | 2,3          | 0,7  |
| персидский           | 2,0           | 2,0          | 3,5  |
| польский             | 1,7           | 1,7          | 0,5  |
| китайский            | 1,6           | 1,7          | 1,3  |
| турецкий             | 1,3           | 1,2          |      |
| голландский          | 1,1           | 1,2          | 0,5  |
| чешский              | 1,0           | 1,0          |      |
| корейский            | 1,0           | 0,9          |      |
| вьетнамский          | 0,7           | 0,6          |      |
| арабский             | 0,6           | 0,6          |      |
| греческий            | 0,6           | 0,5          |      |
| венгерский           | 0,5           | 0,5          |      |
| шведский             | 0,5           | 0,5          |      |
| румынский            | 0,5           | 0,4          |      |
| словацкий            | 0,4           | 0,4          |      |
| индонезийский        | 0,4           | 0,3          |      |
| датский              | 0,3           | 0,3          |      |
| тайский              | 0,3           | 0,3          |      |
| финский              | 0,3           | 0,3          |      |
| болгарский           | 0,2           | 0,2          |      |
| украинский           | 0,2           | 0,2          |      |
| иврит                | 0,2           | 0,2          |      |
| норвежский (букмол)  | 0,2           | 0,2          |      |
| хорватский           | 0,2           | 0,2          |      |
| сербский             | 0,1           | 0,1          |      |
| литовский            | 0,1           | 0,1          |      |
| словенский           | 0,1           | 0,1          |      |
| норвежский (нюнорск) | 0,1           | 0,1          |      |
| каталонский          | 0,1           | 0,1          |      |
| латышский            | 0,1           | 0,1          |      |
| хинди                | 0,1           | 0,1          |      |
| эстонский            | 0,1           | 0,1          |      |
| азербайджанский      | менее 0,1     | 0,1          |      |

Все другие языки используются на менее чем 0,1 % сайтов. Статистический подсчёт, однако, осложняется также растущим многоязычием сайтов и даже страниц. Проникновение Интернета, уровень образования, степень реальной урбанизации и постиндустриализации тех или иных сообществ несомненно вносят свои коррективы в динамику использования тех или иных языков в Интернете, вызывая сильные диспропорции. К примеру, сайтов на русском (6,7 %) заметно больше, чем на испанском (5,1 %), хотя доля испаноязычных в мире как минимум вдвое больше, чем русскоязычных. А доля сайтов на китайском языке (2,0 %) в 2017 году была практически идентичной их доле на польском (1,7 %), хотя синоязычных в мире почти в 40 раз больше, чем поляков. Из-за традиционного предпочтения английского языка в Британской Индии, хинди (второй по численности носителей родной язык в мире после китайского) по-прежнему очень слабо используется в Интернете и каких-либо сдвигов к продвижению второго по числу носителей языка в мире технологий пока не наблюдается. При создании интернет-содержания большим спросом по-прежнему практически не пользуются такие весьма известные или многочисленные современные государственные языки как албанский, армянский, африкаанс, тагалог, бенгали, монгольский, урду, суахили, таджикский, малайский и др.

## Языки по носителям

Процент пользователей Интернета по языку

Основными пользователями Интернета по состоянию на 2011 год являлись носители английского и китайского языков (26,8 % и 24,2 % от всех пользователей, соответственно). По числу носителей русский язык занимал девятое место, и русскоязычные составляли 3 % от всех пользователей. Однако русскоязычные пользователи сумели создать обширный Рунет, охватывающий более 6,5 % мировых сайтов. Отчасти это объясняется тем, что Россия является крупнейшим государством мира, имеющим большое число правительственных сайтов различного уровня на русском языке.

Процент пользователей Интернета от всего населения по странам в 2009 году

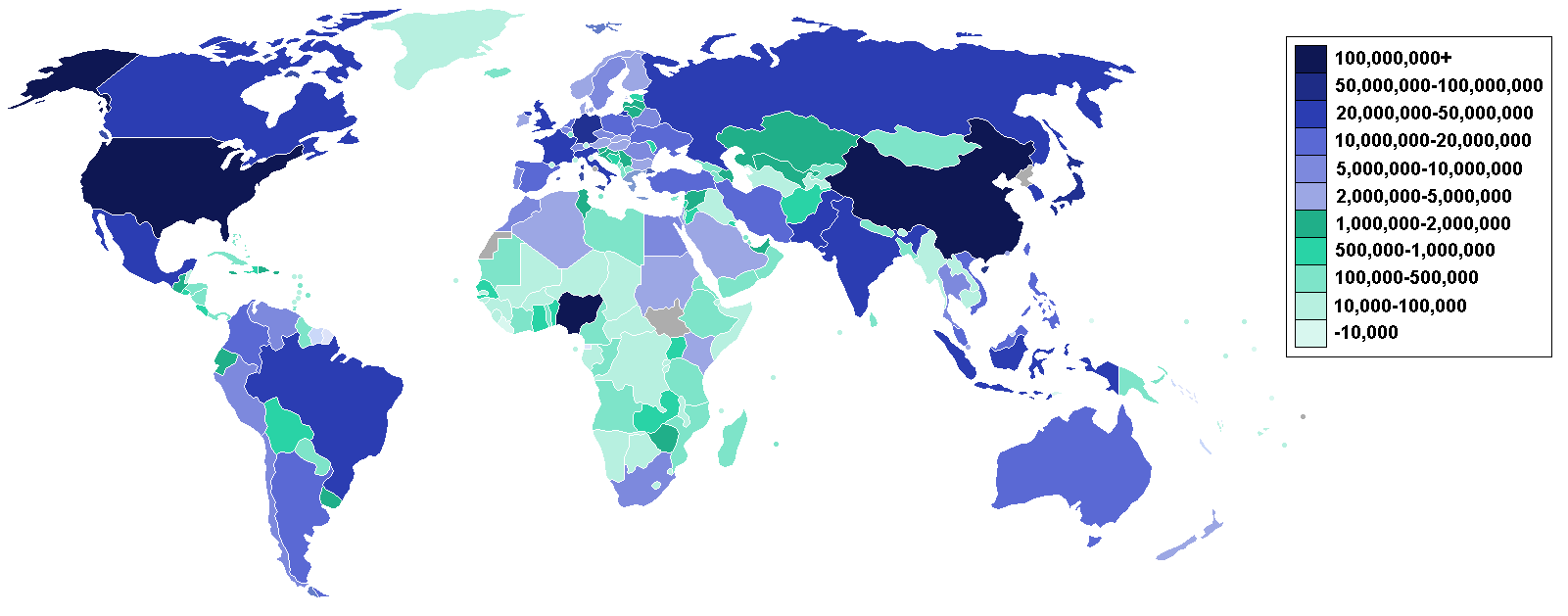
Пользователи Интернета по странам в 2007 году (по информации ЦРУ)

За последние десять лет наибольший прирост по числу пользователей имели арабский (2501,2 %), русский (1825,8 %), китайский (1478,7 %), португальский (990,1 %), испанский (807,4 %).
Ниже приведена подробная таблица десятка самых распространённых языков в Интернете по числу носителей по состоянию на 2011 год.
| Позиция | Язык            | Пользователей Интернета | % от всех |
| ------- | --------------- | ----------------------- | --------- |
| 1       | английский      | 565 004 126             | 26,8      |
| 2       | китайский       | 509 965 013             | 24,2      |
| 3       | испанский       | 164 968 742             | 7,8       |
| 4       | японский        | 99 182 000              | 4,7       |
| 5       | португальский   | 82 586 600              | 3,9       |
| 6       | немецкий        | 75 422 674              | 3,6       |
| 7       | арабский        | 65 365 400              | 3,3       |
| 8       | французский     | 59 779 525              | 3,0       |
| 9       | русский         | 59 700 000              | 3,0       |
| 10      | корейский       | 39 440 000              | 2,0       |
|         | Первый десяток  | 1 615 957 333           | 82,2      |
|         | Остальные языки | 350 557 483             | 17,8      |
|         | Все языки       | 2 099 926 965           | 100       |

Ниже приведена подробная таблица десятка самых распространённых языков в Интернете по числу носителей по состоянию на 2019 год
| Позиция | Язык                              | Пользователей Интернета | % от всех |
| ------- | --------------------------------- | ----------------------- | --------- |
| 1       | английский                        | 1,105,919,154           | 25,2      |
| 2       | китайский                         | 863,230,794             | 19,3      |
| 3       | испанский                         | 344,448,932             | 7,9       |
| 4       | арабский                          | 226,595,470             | 5,2       |
| 5       | португальский                     | 171,583,004             | 3,9       |
| 6       | малайский (включая индонезийский) | 169,685,798             | 3,9       |
| 7       | французский                       | 144,695,288             | 3,3       |
| 8       | японский                          | 118,626,672             | 2,7       |
| 9       | русский                           | 109,552,842             | 2,5       |
| 10      | немецкий                          | 92,304,792              | 2,1       |
|         | Первый десяток                    | 3,346,642,747           | 76,3      |
|         | Остальные языки                   | 1,039,842,794           | 23,7      |
|         | Все языки                         | 4,386,485,541           | 100       |

## Просмотры Википедии по языкам

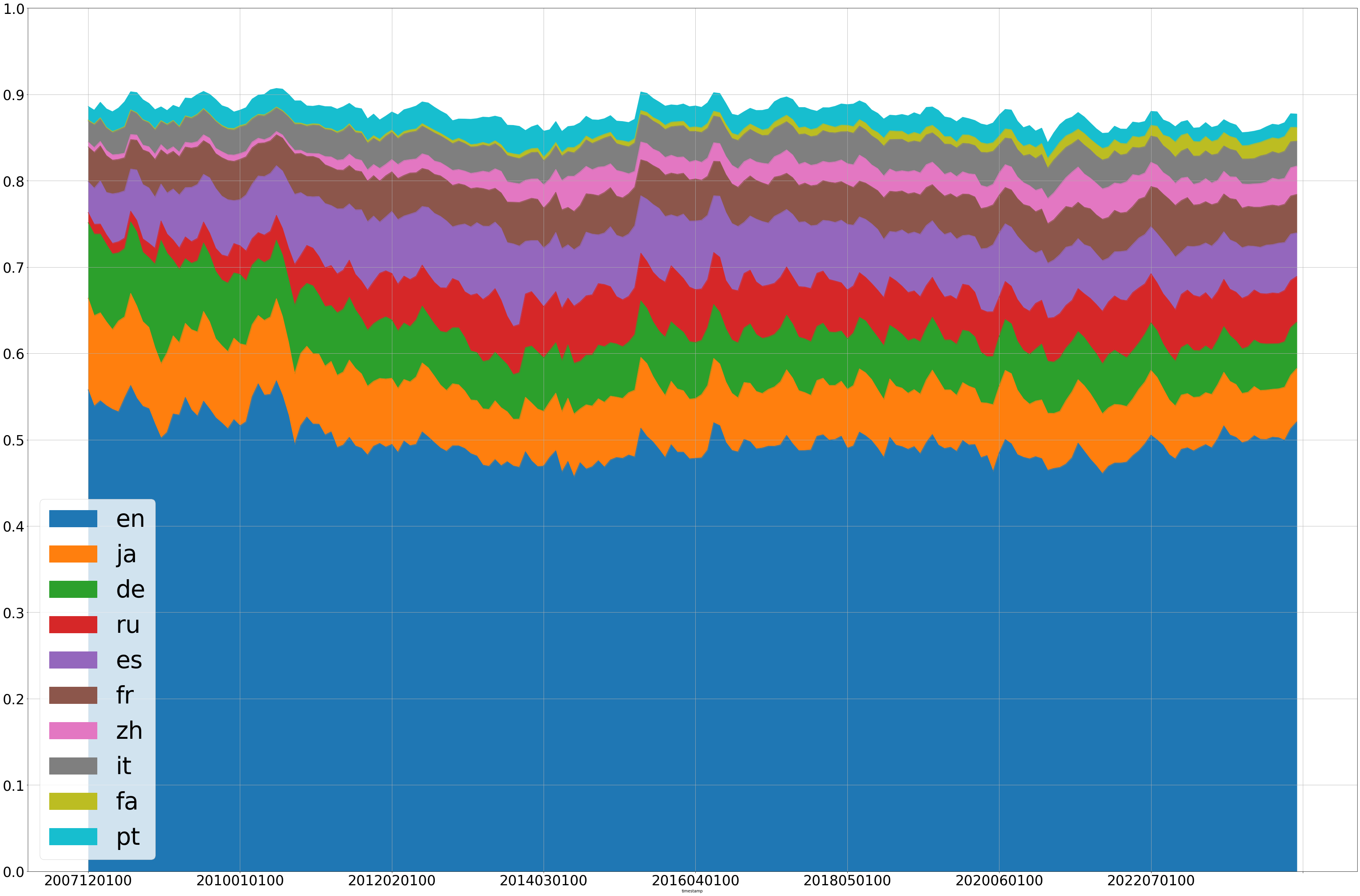
Самые просматриваемые разделы Википедии

Статистика просмотров страниц языковых разделов Википедии.
| Классифицировать | Язык          | Ежедневные просмотры страниц (в среднем за последний год с «Агентом» = «Пользователь» на 4 января 2021 г.) |
| ---------------- | ------------- | --- |
| 1                | Английский    | 233,412,890                                                                                                |
| 2                | Японский      | 33,348,255                                                                                                 |
| 3                | Русский       | 29,598,303                                                                                                 |
| 4                | Немецкий      | 27,414,507                                                                                                 |
| 5                | Испанский     | 27,337,625                                                                                                 |
| 6                | Французский   | 22,923,283                                                                                                 |
| 7                | Итальянский   | 15,724,865                                                                                                 |
| 8                | Китайский     | 15,132,890                                                                                                 |
| 9                | Португальский | 8,110,370                                                                                                  |
| 10               | Польский      | 7,598,455                                                                                                  |
| 11               | Арабский      | 6,827,011                                                                                                  |
| 12               | Персидский    | 6,162,496                                                                                                  |
| 13               | Турецкий      | 4,229,201                                                                                                  |
| 14               | Голландский   | 4,130,998                                                                                                  |
| 15               | Индонезийски  | 3,357,910                                                                                                  |